# Megalepthyphantes nebulosus
Megalepthyphantes nebulosus là một loài nhện trong họ Linyphiidae.
Loài này thuộc chi Megalepthyphantes. Megalepthyphantes nebulosus được miêu tả năm 1830 bởi Sundevall.